# 长春第一汽车制造厂早期建筑
长春第一汽车制造厂早期建筑即中国第一汽车集团建厂之初的建筑。第一汽车制造厂是从苏联引进的156项重点工程之一。建筑风格受俄罗斯式建筑影响。2013年3月，中国国务院列入第七批全国重点文物保护单位（近现代重要史迹及代表性建筑）。今留存有历史文化街区，除全国重点文物保护单位2处110栋外，另有市级文物保护单位15栋、历史建筑2栋、历史街巷8条。